# Mariä Himmelfahrt (Kohoutov)

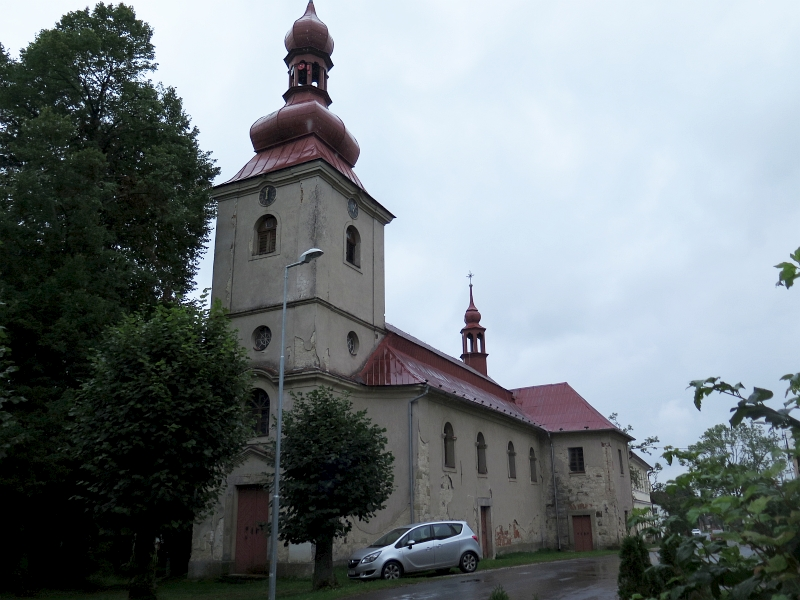
Kirche Mariä Himmelfahrt in Kohoutov

Mariä Himmelfahrt ist eine römisch-katholische Kirche in Kohoutov (deutsch Koken) im Okres Trutnov in Tschechien. Historisch gehörte sie zum Königgrätzer Kreis.

## Geschichte
Der Ort ist schon 1415 als Teil der Herrschaft Choustníkovo Hradiště (deutsch Gradlitz) erwähnt. 1757 wurde eine Schule mit Kapelle errichtet, die 1786 zur Lokalkaplanei erhoben wurde. Später wurde das Schulhaus in eine Kirche umgewandelt. 1822 wurden ein Turm an die Stirnseite und die Sakristei angebaut. 
Das Kirchengebäude ist einschiffig mit halbrunden Fenstern. Turm und Schiff waren mit Schindeln gedeckt. Schiff und Chor haben eine Flachdecke. Der Hauptaltar mit hölzernen Säulen zeigt das Gemälde Himmelfahrt Mariä aus der früheren Kapelle in Kuks. Die barocken Seitenaltäre wurden um 1700 geschaffen. Weiterhin hat die Kirche eine hängende(?) Kanzel und ein Taufbecken, die sonstige Ausstattung stammt von etwa 1800.